# Asta Kask
Asta Kask ist eine schwedische Punkband aus Töreboda.

## Geschichte
1978 wurde die Band von Micke Blomqvist, Pelle Karlsson, Uffe Karlsson und Stefan Svensson unter dem Namen „X-Tas“ gegründet und wenig später in „Asta Kask“ umbenannt. Der Name Asta Kask stammt von Mickes Vorfahren aus dem 19. Jahrhundert: eine Frau trug den Namen „Asta Kask“. 1981 nahm die Band die erste EP För kung och fosterland auf und trennte sich kurz darauf.
Ende 1982 hatte Micke mit Bonni „Bonta“ Pontén als zweiten Gitarristen und Sänger, Magnus „Ernie“ Hörnell als Bassisten und Magnus „Bjurre“ Bjurén als Schlagzeuger die Band neu gegründet.
Bis einschließlich 1986 entstanden noch drei EPs, eine Mini-LP bzw. Maxi-EP, eine Live-LP und eine Studio-LP. Da Asta Kask nie vorhatten, eine komplette Langspielplatte aufzunehmen, aber sie es letztendlich doch taten, gaben sie ihr den Titel „Aldrig en LP“ (niemals eine LP). Danach trennten sie sich und spielten in anderen Bands wie Strebers oder Cosa Nostra.
1989 kam es zu einer Asta-Kask-Reunion, da alle vier doch Spaß hatten, gemeinsam Musik zu machen. Dieser folgte eine Live-Split-CD mit Roland's Gosskör, 1993 eine weitere Live-CD. Anfang der 1990er-Jahre wurden außerdem einige 1980er-Jahre-Veröffentlichungen der Band auf CD neu herausgebracht. Danach war wieder – diesmal für 10 Jahre – Schluss mit Asta Kask.
2000 wurden bei Höhnie-Records in Deutschland eine Best-Of-Compilation-LP und eine EP mit unveröffentlichtem Material herausgebracht.
2003/2004 fanden sich die Mitglieder der Band wieder zusammen und tourten ausgiebig durch Schweden. Außerdem wurde eine Best-Of-Doppel-CD mit Studio- und Demo-Aufnahmen veröffentlicht.
2004 hatten sie ihren ersten Auftritt in Deutschland beim Punk-im-Pott-Festival, bei dem jedoch Schlagzeuger Bjurre ausfiel und durch Phill Hill von Rasta Knast ersetzt wurde.
Mittlerweile hat sich Bjurre jedoch von der Band getrennt. Der neue Schlagzeuger David „Dadde“ Stark übernimmt nun seine Position.
Am 15. November 2006 wurde das erste Studioalbum nach 20 Jahren „En för alla ingen för nån“ und die DVD „Dom får aldrig mig“ veröffentlicht. Die DVD beinhaltet einen 56-minütigen Film über die Geschichte der Band, 16 Live-Tracks und eine Bonus-CD mit 17 Neuaufnahmen ihrer alten Songs. Für Anfang 2007 ist ein Re-Release der „Aldrig en CD“ und eine Zusammenstellung aller Vinyl-EPs in digital überarbeiteter Form geplant.
2008 wurde bei Bassist Magnus Hörnell Lymphdrüsenkrebs diagnostiziert, der jedoch seit 2009 als geheilt gilt. 2022 wurde bei Sänger Micke Blomqvist Prostatakrebs diagnostiziert.

## Diskografie
- 1981: För kung och fosterland (EP, Pang Records)
- En tyst minut EP (1983)
- Plikten framför allt EP (1984)
- Med is i magen Mini-LP/Maxi-EP (1985)
- Än finns det hopp EP (1986)
- Live LP (1986)
- Aldrig en LP (1986)
- Sista dansen Live-Split mit Roland's Gosskör LP/CD (1989)
- Med is i magen CD mit Bonustracks (1991)
- Aldrig en CD (1991)
- Från andra sidan Live-CD (1993)
- Till sista droppen EP (2000)
- Rock mot svinen LP (2000)
- Kravallsymfonier 78-86 Doppel-CD (2004)
- Precis som far/Lilla Frida EP (2006)
- En för alla, ingen för nån CD (2006)
- Dom får aldrig mej DVD+CD (2006)
- Handen på hjärtat CD (2013)